# Nagypeterd
Nagypeterd is een plaats (község) en gemeente in het Hongaarse comitaat Baranya. Nagypeterd telt 696 inwoners (2001).